# 11º Battaglione trasporti "Etnea"
L'11º Battaglione trasporti "Etnea" è stato un battaglione dell'Esercito Italiano in stanza a Palermo nella caserma Scianna facente parte della Brigata meccanizzata "Aosta", dell'Arma dei trasporti e materiali, dal 1987 al 1998.
Attualmente il battaglione è stato sciolto ed è stato sostituito dal 4º Reggimento genio guastatori e dal 46º Reggimento trasmissioni, sempre con sede presso la caserma Scianna. Il motto del battaglione era Omnia perfecta semper.

## Compiti
Aveva il compito di trasportare le unità e i materiali militari; si occupava inoltre della manutenzione e della conduzione di mezzi terrestri complessi.

## Stemma
Lo stemma del battaglione aveva la seguente blasonatura: